# Џезебел
Џезебел (енгл. Jezebel) је америчка драма из 1938. редитеља Вилијама Вајлера са Бети Дејвис у главној улози. Дејвисова је за своју изведбу добила Оскар за најбољу главну глумицу, а Феј Бејнтер за најбољу споредну. Филм је поред тога био номинован за још три Оскара.

## Радња
Филм је смештен у 19. век, у Њу Орлеанс. Џули Марсден је одлучна и тврдоглава девојка, верена за банкара Престона Преса Дилара. Пошто због неких обавеза Престон не може да је води у куповину за најважнији бал у години, Џули тражи да јој купе црвену хаљину, иако су у то време неудате девојке могле носити искључиво белу боју. Када се у таквом издању појави на балу, Престон и сви остали су згрожени и изненађени, а она схвата какаве ће последице имати њена мала шала. Престон раскида веридбу и одлази на север, а Џули пада у депресију и одбија посетиоце. После годину дана Прес се враћа у град и Џули жури да га моли за опроштај, говорећи му да га још увек воли. Након што је рекла све што је имала, он јој представља своју супругу Ејми. Џули наговара лакомисленог Бака, који јој се удвара, да изазове Престона на двобој јер је компромитовао, што овај и чини. На двобој излази Престонов брат, који убија Бака. Ускоро се у граду појављује епидемија, и Прес је заражен па као и сви остали мора на острво, у карантин. Ејми жели да се стара о њему па се спрема да пође на острво, али је Џули спречава говорећи јој да она није навикла на такве услове и да ће се уместо ње она старати о Пресу. Ејми се плаши да је он можда још увек заљубљен у своју бившу вереницу, али је ова разуверава говорећи јој да у његовом срцу има места само за његову супругу.
- Дејвисова је ову улогу добила као утеху што није изабрана за Скарлет О’Хару у филму Прохујало са вихором.[1]

## Улоге
| Глумац          | Улога           |
| --------------- | --------------- |
| Бети Дејвис     | Џули Марсден    |
| Хенри Фонда     | Престон         |
| Џорџ Брент      | Бак             |
| Доналд Крисп    | др Ливингстон   |
| Феј Бејнтер     | тетка Бел Мејси |
| Ричард Кромвел  | Тед             |
| Маргарет Линдси | Ејми            |